# Société du serpent
La Société du serpent (« The Serpent Society » en VO) est le nom d'une équipe de super-vilains évoluant dans l'univers Marvel de la maison d’édition Marvel Comics. Créée par le scénariste Mark Gruenwald et le dessinateur Paul Neary, l'équipe apparaît pour la première fois dans le comic book Captain America (vol. 1) #310 en octobre 1985.
C'est une entreprise de mercenaires costumés, créée par Sidewinder (en).

## Biographie du groupe

### Origines
À la base, le Cobra, l'Anguille et la Vipère (« Viper (en) » en VO, Jordan Stryke) formèrent l'Escouade des serpents pour se venger de Captain America.
Après avoir travaillé pour la Roxxon Oil Company (en), le super-vilain téléporteur Sidewinder (en) (Seth Voelker) forma la Société du serpent avec ses partenaires Anaconda, Mamba noir, Aspic et d'autres criminels dont les pouvoirs dérivaient de serpents, incluant ceux de l'Escouade des serpents  
Leur première mission importante fut d'assassiner MODOK, le monstre de l'AIM, malgré la présence de Captain America. Les membres de la Société, grâce aux pouvoirs de téléportation de Sidewinder, évitaient constamment l'incarcération.

### Infiltration
Madame Hydra (sous l'identité de la Vipère, qu'elle venait d'assassiner) recruta Black Racer, Boomslang, Coachwhip, Copperhead, Fer-de-lance, les mutants Puff Adder et Slither, ainsi que le Python des roches.
Elle les lança dans une série de braquages de casinos à Las Vegas jusqu'à ce qu'ils soient arrêtés. Seth Voelker (Sidewinder) les libéra pour les engager dans la Société. Quand la Vipère lança son putsch, Sidewinder demanda l'aide de son grand ennemi, Captain America.

### Changement de direction
Plus tard, Sidewinder quitta la Société du serpent et laissa le commandement au Cobra. La société travailla pour le Déviant Ghaur et affronta les X-Men.
Le Cobra, se faisant discret pour échapper aux recherches de son ancien partenaire Mister Hyde, laissa la direction du groupe à Bushmaster. Il revint néanmoins très vite et reprit son poste de chef, sous le nom de King Cobra.
La Société du serpent fut divisée lors de la trahison de Diamondback. Cette dernière fut sauvée de justesse par Sidewinder, de retour. Les deux criminels furent alors pourchassés, tandis que Mamba noir et Asp quittaient l'organisation, en désaccord avec l'affaire.
King Cobra et la nouvelle Société du Serpent affrontèrent encore Captain America et Diamondback.

### Secret Invasion
Lors de l'invasion des Skrulls, Sidewinder et certains membres de la Société (Anaconda, Aspic, Copperhead, Fer-de-lance et Mamba noir) paniquèrent et prirent des otages dans un entrepôt situé en Ohio. Ils furent vaincus par Nova (Richard Rider) et les nouveaux Centurions.

## Membres

### Membres fondateurs
- Sidewinder (en) (Seth Voelker) : nom de code inspiré du Crotalus cerastes. Seth Voelker est un ancien professeur d'économie et le fondateur de la Société du serpent qui possédait une cape lui permettant de se téléporter avec un compagnon. Il était le chef du groupe jusqu'à ce que l'Escouade des serpents de la Vipère infiltre la Société, après quoi il a pris sa retraite et a laissé la direction à Cobra.
- Anaconda (Blanche Sitznski) : nom de code inspiré de l'anaconda[2],[3].
- Asp (Cleo Nefertiti) : nom de code inspiré de la vipère aspic[4],[5].
- Aspic (« Death Adder » en VO ; Roland Burroughs) : nom de code inspiré du serpent cuivré.
- Bushmaster (Quincy McIver)
- Cobra / King Cobra (Klaus Voorhees)
- Cottonmouth (Burchell Clemens)
- Diamondback (Rachel Leighton)
- Mamba noir (« Black Mamba » en VO ; Tanya Sealy)
- Princess Python (en) (Zelda DuBois)
- Rattler (en) (Gustav Krueger) : nom de code inspiré du serpent à sonnette. Ce criminel polonais est équipé d'une queue cybernétique préhensile dotée d'une « sonnette » comme le crotale. La sonnette génère une onde acoustique causant des vibrations et des vertiges. Les vibrations plient le métal, brisent le verre et font dévier les balles et les projectiles, comme les couteaux et le bouclier de Captain America. Son costume l'isole des effets de sa sonnette. Rattler étant sourd à 85 % des deux oreilles, il porte un appareil auditif.

### Agents de la Vipère
- La Vipère (« Viper » en VO ; Ophelia Sarkissian) : aussi connue sous le nom de Madame Hydra, elle est la deuxième personne à utiliser le nom de code Vipère, après avoir tué le premier (Viper (en), Jordan Stryke).

Quelque temps après que Sidewinder ait formé la Société du serpent, la Vipère en a eu vent et a utilisé ses propres criminels (Copperhead, Fer-de-Lance, Puff Adder et Black Racer) pour infiltrer le groupe. Elle a provoqué des dissensions parmi les Serpents, plusieurs des membres originaux rejoignant alors la faction menée par la Vipère.
- Black Racer (Ariana Siddiqi) : nom de code inspiré de la couleuvre agile. La super-vilaine possède une super-vitesse[6].
- Boomslang (Marc Riemer)
- Coachwhip (Beatrix Keener) : nom de code inspiré du Coluber flagellum. Cette super-vilaine emploie deux fouets attachés à ses poignets qui peuvent être électrifiés[7].
- Copperhead (Lawrence Chesney)
- Fer-de-Lance (Teresa Vasquez) : nom de code inspiré du Fer de lance de Martinique. C'est une mercenaire et tueuse à gages originaire d'Amérique latine. Elle est équipée d'une paire de crochets rétractiles semblable à ceux de Bushmaster[8],[9].
- Puff Adder (Gordon « Gordo » Fraley)
- Python des roches (« Rock Python » en VO ; M'Gula)
- Slither (en) (Aaron Salomon)

### Membres ultérieurs
- Constrictor : le fils anonyme de Frank Payne est devenu le deuxième Constrictor. Il était membre de la Société du serpent lors de son combat contre Iron Fist.
- Death Adder (Theodore Scott) : le deuxième criminel à prendre le costume de Death Adder. Contrairement à Roland Burroughs, la chirurgie pour le transformer en Death Adder n'a pas causé de mutisme. Il a été vu pour la première fois travailler dans le cadre des Thunderbolts avec des membres de la Société du serpent (King Cobra, Rattler et Bushmaster). Il est depuis membre permanent de la Société du serpent, puis de Serpent Solutions, bien que l'on en sache très peu sur lui.
- Sidewinder : un deuxième Sidewinder anonyme était employé par la Société du serpent, mais a été tué lors d'une mission travaillant pour Death-Sting. Gregory Bryan a été le troisième homme à prendre le nom de code Sidewinder et possède les mêmes capacités que l'original. Il a été vu travailler pour King Cobra, mais lorsque Seth Voelkner (le Sidewinder original), est revenu à une vie de criminel, on ne sait pas si Gregory Bryan a continué de travailler avec la  Société du serpent.
- la Vipère : Jordan Stryke est le frère de Leopold Stryke, la première Anguille (« Eel » en VO) et le chef de l'Escouade des serpents originale. Il a été tué par Madame Hydra, qui a ensuite commencé à utiliser le surnom de « Vipère ». Stryke est depuis revenu, dans des circonstances inconnues, prenant la direction de la Société du serpent et la rebaptisant Serpent Solutions.

## Apparition dans d'autres médias

### Télévision
La Société du serpent apparaît dans la série d'animation Avengers : L'Équipe des super-héros (2010) constituée de : Anaconda, Aspic, King cobra, Madame Hydra (sous l'identité de la Vipère, 1 épisode), Bushmaster, le Constrictor et Rattler.

### Films
La Société du Serpent apparait dans le 35e film du MCU Captain America: Brave New World (2025) ; composée de 4 membres dont Seth Voelker/Sidewinder (Giancarlo Esposito), Davis Lawfers/Copperhead (Johannes Haufur Johannesson), Frank Payne/Le Constricteur (Seth Rollins) et Rachel Leighton/Diamondback (Rosa Salazar). Après les événements de L'Incroyable Hulk (2008), les Serpents trouvèrent le Dr Samuel Sterns devenu Le Leader (Tim Blane Nelson) dont son cerveau avait muté physiquement par le sang gamma de Banner, ils travaillèrent pour son compte pendant 16 ans. Aux événements du film, Le Leader ordonna aux Serpents de voler une marchandise d'Adamantium pour distraire le nouveau Captain America (Anthony Mackie) et son ami Joaquin Torres (Danny Ramirez) préparant sa vengeance contre le nouveau président des États-Unis Thaddeus Thunderbolt Ross (Harrison  Ford) dont ce dernier lui avait promis de lui rendre sa liberté une fois qu'il serait élu. Il ordonna à Sidewinder d'éliminer Captain America mais ce dernier réussit à le vaincre une seconde fois et il fut envoyé en prison en compagnie de ses coéquipiers et plus tard, lors d'une discussion dans sa cellule, Sidewinder lui révéla tout sur Le Leader et son plan de vengeance contre Ross.